# Mark Byford
Mark Julian Byford (Castleford, 13 de junho de 1958) foi diretor-geral da BBC. Antes de assumir o cargo, ele havia atuado como diretor da Global News Division, uma divisão da emissora que engloba o Serviço Mundial e a TV BBC World.